# فائوکس کپ
فائوکس کپ (به لاتین: Faux Cap) یک منطقهٔ مسکونی در ماداگاسکار است که در تسیهومبه (بخش) واقع شده‌است.
 فائوکس کپ  ۱۶٬۰۰۰ نفر جمعیت دارد و ۲۳ متر بالاتر از سطح دریا واقع شده‌است.